# Johann Karl Böttcher
Johann Karl Böttcher (meist Karl Böttcher; * 12. Mai 1852 in Dennheritz, Königreich Sachsen; † 9. Dezember 1909 in Groß-Lichterfelde bei Berlin) war ein deutscher Lehrer und Reiseschriftsteller.

## Leben
Er war der Sohn des Zimmermeisters David Böttcher. Karl Böttcher wurde Lehrer und wahrscheinlich Gymnasialdirektor. 1889 zog er nach Berlin. Ab 1892 reiste er in den Orient, zum Nordkap, in die USA, durch Afrika, Palästina, Syrien und weitere Länder. Von dort verfasste er Reisebeschreibungen in Buchform und wahrscheinlich auch für Zeitschriften.
Ab 1904 lebte Böttcher meist in Italien, vor allem in Rom und auf Capri. Zwischenzeitlich hielt er sich in Zürich, Paris, Wiesbaden und Hamburg auf.
Im Sommer 1909 zog Böttcher nach Schlachtensee bei Berlin. Im Dezember 1909 starb er im Kreiskrankenhaus Groß-Lichterfelde.

## Publikationen
Karl Böttcher verfasste zunächst einige Schriften über seine pädagogischen Erfahrungen und Ansichten sowie über weitere Themen. Ab 1892 erschienen Berichte über seine Reisen durch vier Kontinente. (Er ist vom Prosaisten (Max) Karl Böttcher zu unterscheiden, der Romane und Novellen schrieb.)
- Auf Studienpfaden. Gefängnisstudien, Landstreicherstudien, Trinkstudien, Irrenhausstudien. Schröter, Leipzig ca. 1900 (Digitalisat).